# Візит Фуміо Кісіди в Україну 2023 року
21 березня 2023 року, прем'єр-міністр Японії, Фуміо Кісіда прибув в Київ для зустрічі з Володимиром Зеленським та відвідання місць руйнацій в Києві та Бучі. Візит Фуміо Кісіди в Україну як прем'єр-міністра був першим.

## Передумови візиту
24 лютого 2022 року, Російська Федерація оголосила про так звану «спеціальну військову операцію» в Україні з метою «денацифікації» та «демілітарізації». Одразу після початку операції, Японія засудила військову агресію проти України та припинила перемовини з Росією щодо статусу окупованих Росією Курильських островів. Також Японія запровадила проти Росії санкції на випуск облігацій та активи Росії. Також Японія запевнила, що буде співпрацювати із США з приводу санкцій надалі.

## Хід візиту
Глава японського уряду прибув до України у вівторок вдень і одразу ж вирушив до Бучі. Кісіду супроводжували перший заступник міністра закордонних справ України Еміне Джапарова та посол Японії в Україні Мацуда Кунінорі. У Бучі, Кісіда поклав квіти біля місцевої церкви, де ховали мирних жителів, убитих росіянами.
Пізніше, Кісіда зустрівся з президентом України, Володимиром Зеленським. Під час зустрічі в Києві, лідери обох країн обговорили намагання Росії посилити свої агресивні дії. Також Кісіда та Зеленський обговорили нагальні безпекові потреби України. Зеленський і Кісіда обговорили взаємодію в межах головування Японії в G7. Президент України повідомив, що прийняв запрошення голови японського уряду взяти участь в онлайн-форматі у саміті G7, запланованому на травень у Хіросімі. Кісіда наголосив, що з минулого року його країна надала Україні гуманітарну та фінансову допомогу, яка, зокрема, спрямована на підтримку енергетичного сектору, сільського господарства та проведення розмінування. Також, із заяви Кішіди стало відомо, що Японія планує надати кошти на постачання нелетальної зброї через трастовий фонд НАТО.